# Province de Caroline du Nord
 (décembre 2023).
Si vous disposez d'ouvrages ou d'articles de référence ou si vous connaissez des sites web de qualité traitant du thème abordé ici, merci de compléter l'article en donnant les références utiles à sa vérifiabilité et en les liant à la section « Notes et références ».
1729–1776
Entités précédentes :
- Province de Caroline

Entités suivantes :
- Caroline du Nord

La province de Caroline du Nord faisait originellement partie de la province de Caroline, qui fut créée sous la charte de 1663 qui la séparait en huit Lords Propriétaires, en récompense du roi à ses plus fidèles suivants. La colonie devint plus tard l'État de Caroline du Nord.

## Histoire
Les premiers établissements permanents de la colonie de Caroline du Nord datent de 1653, quand Charles II d'Angleterre accorda la charte créant la Caroline en 1663 pour les terres au sud de la colonie de Virginie et au nord de la  Floride espagnole. Du fait que la moitié nord de la colonie différait de façon significative de la moitié sud, et parce que le transport et les communications entre les deux régions colonisées étaient difficiles, un député gouverneur différent de celui du Sud fut nommé en 1691 pour administrer la moitié nord de la colonie.
La division Nord et Sud fut terminée en 1712, bien que les mêmes propriétaires continuassent à contrôler les deux colonies. Une rébellion contre les propriétaires en Caroline du Sud en 1719 mena à la mise en place d'un gouverneur royal dans cette colonie en 1720, mais les propriétaires continuaient encore de choisir les gouverneurs de Caroline du Nord.
En 1729, après presque une décennie d'attente le gouvernement britannique racheta des terres à sept des huit Lords Propriétaires, les deux Carolines devinrent des colonies royales. Le reste des un huitième de la province (une partie de la Caroline du Nord connue sous le nom de district de Granville) fut retenu par les membres de la famille Carteret jusqu'en 1776. Deux importantes cartes de la province furent produites: une par Edward Moseley en 1733, et une autre par John Collet en 1770. Beaucoup d'habitants de la colonie de Caroline du nord étaient de pauvres cultivateurs de tabac qui faisaient leurs vies sur cette seule source de revenu. En Caroline du Sud, les plantations des fermiers étaient plus grandes et les habitants cultivaient du riz, qui faisait une récolte profitable. Les Sud-Caroliniens cultivaient aussi de l'indigo, qui était utilisé pour les vêtements.